# Херман Агинис
Херман Агинис (рођен 1966. године) је истраживач, професор и писац. Носилац је титуле Avram Tucker Distinguished Scholar, професор и шеф Катедре за менаџмент на пословној школи George Washington University School of Business. Сваке године, почевши од 2018, рангиран је међу 100 најутицајнијих светских истраживача у области менаџмента и економије. Изабран је за члана председништва Академије за менаџмент (енгл. АОМ), једном као потпредседник Академије и програмски директор онлајн конференције за 2020. годину, која броји око 7.200 учесника из 90 држава, и био је на позицији председника Академије током 2021—2022. године. Пре него што се 2016. године преселио у Вашингтон, био је шеф Катедре за менаџмент Џон Ф. Ми и оснивач института Institute for Global Organizational Effectiveness у пословној школи Kelley School of Business at Indiana University.

## Младост и образовање
Херман Агинис рођен је у Рио Кварту, Кордоба, Аргентина. Син је аргентинског аутора Маркоса Агиниса и покојне Ана Марије „Марите“ Агинис, која је била професор на Правном факултету Универзитета у Буенос Ајресу. Похађао је средњу Националну школу у Буенос Ајресу, након које је стекао диплому основних и мастер студија из психологије на Универзитету у Буенос Ајресу. Део средњошколских година је провео у Њујорку, а након завршетка студија у Аргентини преселио се у Сједињене Америчке Државе, где је наставио школовање у области индустријско-организационе психологије , стекавши диплому мастер, а затим и докторских студија на Универзитету у Њујорку (енг. University at Albany, State University of New York) 1993. године.

## Каријера
Агинисова истраживања, предавања и консалтинг су о аквизицији и усмеравању талената у организацији, као и о организационим истраживачким методама. Писао је свеобухватно на тему  модела STAR (енгл. star performance), корпоративне друштвене одговорности и пословне одрживости, разноликости домаће и међународне радне снаге, руковођењу, запошљавању, обуци и развоју, управљању учинком и иновативним методолошким приступима за развијање и тестирање хипотеза. Његова истраживања објављена су у светским медијима, укључујући часопис Wall Street Journal, и коришћена у случајевима Врховног суда САД. Радио је као главни и одговорни уредник академског часописа Organizational Research Methods (2005-2007). Поред тога, био је у уређивачком одбору 26 часописа међу којима су часопис  Примењена психологија (енгл. Journal of Applied Psychology), часопис Психологија запослених (eнг. Personnel Psychology), часопис Менаџмент (енгл. Journal of Management) и Часопис за међународне пословне студије (енгл. Journal of International Business Studies), док са неким сарађује и даље.
Проф. др Херман Агинис одржао је око 300 уводних излагања и презентација на стручним конференцијама, позван је да одржи око 150 предавања на свих 7 континената, осим на Антарктику, и скупио је око 5 милиона долара за своја истраживачке и научне подухвате од приватних фондова и савезних извора (на пример фондација National Science).

## Утицај, награде и достигнућа
Захваљујући својим истраживачким радовима, Агинис је проглашен једним од најутицајнијих професора савременог менаџмента на свету. Сваке године, почевши од 2018. пласирао се међу 100 најутицајнијих истраживача из области економије и пословања (листа је формирана на основу броја објављених чланака који сачињавају 1% најцитиранијих чланака те деценије), „показујући значајан утицај међу колегама, тај водећи проценат глобалне научне заједнице представља магнет који држи ову браншу заједно“. Чланак у Часопису за пословна истраживања (енгл. Journal of Business Research) из 2019. године га је позиционирао на прво место на листи најчешће цитираних научника (тј. користећи Х-индекс) из области усавршавања људских ресурса, на основу свих објављених истраживачких радова од 1975. до 2016. године. Исте те године га је чланак у часопису Квартално вођство (енгл. Leadership Quarterly) поставио на друго место најутицајнијих научника у области управљања, на основу бројних објављених радова у 10 најпрестижнијих научних часописа од 2011. до 2017. године.
 У Часопису за иновативну едукацију о одлукама (енгл. Decision Sciences Journal of Innovative Education) који је објављен 2017. године помиње се као један од 100 најбољих аутора по броју објављених истраживања у области едукације за пословање и управљање (енгл. BME), поред осталих 7209 аутора који су објавили барем један чланак у 17 BME часописа од 2005. до 2014. Чланак у часопису Journal of Management (енгл. JOM) га је за свој 40. јубилеј 2016. године позиционирао као петог највише објављиваног аутора у конкуренцији од 2270 аутора, који су између 1975. и 2014. године објавили барем по један чланак. Према претраживачу Google Scholar, његови радови су цитирани 38000 пута. Радови у области управљања талентима, аналитике људи и одрживости пословања су први по броју цитирања. Четврто место заузео је за радове у области корпоративне социјалне одговорности ресима и управљања људским ресурсима, а на 19. је месту у области организационог понашања.
Према аналитици Web of Science/Clarivate Analytics његови радови су цитирани око 13.000 пута. Има преко 28.000 пратилаца на друштвеној мрежи LinkedIn. Агинис је члан неколико удружења: Academy of Management, у којој је до августа 2018. био заменик директора, American Psychological Association, Society for Industrial and Organizational Psychology Association for Psychological Science, и поред тога је добио велики број награда. Неке од тих награда су: 
- Награда Losey, фондације Society for Human Resource Management Foundation за доживотна достигнућа из области људских ресурса[31]
- Награда Academy of Management Research Methods Division Distinguished Career за доживотна достигнућа[32]
- Награда Society for Industrial and Organizational Psychology Scientific Contributions за доживотна достигнућа[33]
- Награда Academy of Management Practice Theme Committee Scholar Practice Impact, која га је препознала као изузетног стручњака који је утицао на успостављање правила и пракси организовања и управљања   [34]
- Награду IACMR-Responsible Research in Management, због његових изузетних радова о битним темама у пословном и друштвеном свету, написаних уз помоћ истраживачких метода коришћења звука које су показале валидне резултате[35]
- Награду Academy of Management Entrepreneurship Division IDEA Thought Leader[36]
- Награду Academy of Management Research Methods Division Robert McDonald Advancement of Organizational Research Methodology
- Седам награда за најбоље чланке године од часописа Personnel Psychology, Journal of Management, Journal of Organizational Behavior (двапут), Academy of Management Perspectives, Organizational Research Methods и Management Research [37][38]

## Публикације
Херман Агинис је објавио 9 књига и преко 175 рецензираних научних чланака
Књиге
- Aguinis, H (2019). Performance management for dummies. Hoboken, NJ: Wiley. ISBN 978-1119557654.
- Aguinis, H. (2023). Performance management (5th изд.). Chicago, IL: Chicago Business Press. ISBN 978-1-948426-48-0.
- Cascio, W.F., & Aguinis, H. . (2019). Applied psychology in talent management (8th изд.). ISBN 9781506375915. Thousand Oaks, CA: SAGE. .
- Aguinis, H (2004). Regression analysis for categorical moderators. New York, NY: Guilford. ISBN 1572309695.
- Baruch, Y., Konrad, A.M., Aguinis, H., & Starbuck, W.H.., ур. (2008). Opening the black box of editorship. New York, NY: Palgrave-Macmillan. ISBN 0230013600.
- Aguinis, H., ур. (2004). Test-score banding in human resource selection: Legal, technical, and societal issues. Westport, CT: Praeger. ISBN 1567205208.

Hовинске публикације
- Aguinis, Herman; Solarino, Angelo M. (2019). „Transparency and replicability in qualitative research: The case of interviews with elite informants”. Strategic Management Journal. 40 (8): 1291—1315. S2CID 169807819. doi:10.1002/smj.3015.
- Aguinis, Herman; Glavas, Ante (2019). „On Corporate Social Responsibility, Sensemaking, and the Search for Meaningfulness Through Work”. Journal of Management. 45 (3): 1057—1086. S2CID 151866348. doi:10.1177/0149206317691575.
- Aguinis, Herman; Ji, Young Hun; Joo, Harry (2018). „Gender productivity gap among star performers in STEM and other scientific fields”. Journal of Applied Psychology. 103 (12): 1283—1306. PMID 30024197. S2CID 51699390. doi:10.1037/apl0000331.
- Aguinis, Herman; Ramani, Ravi S.; Alabduljader, Nawaf (2018). „What You See is What You Get? Enhancing Methodological Transparency in Management Research”. Academy of Management Annals. 12: 83—110. doi:10.5465/annals.2016.0011.
- Aguinis, Herman; O'Boyle, Ernest (2014). „Star Performers in Twenty-First Century Organizations”. Personnel Psychology. 67 (2): 313—350. doi:10.1111/peps.12054.
- Aguinis, Herman; Joo, Harry; Gottfredson, Ryan K. (2011). „Why we hate performance management—And why we should love it”. Business Horizons. 54 (6): 503—507. doi:10.1016/j.bushor.2011.06.001.